# 字 (群論)
在群論中，字是群的任何元素和它們的逆元寫成的乘積。例如，如果 x, y 和 z 是群 G 的元素，則 xy, z-1xzz 和 y-1zxx-1yz-1 都是集合 {x, y, z} 形成的字。字在自由群和展示理論中扮演重要角色，并是組合群論的中心研究對象。

## 定義
設 G 是群，并設 S 是 G 的子集。S 形成的字是如下形式的表達式
{\displaystyle s_{1}^{\epsilon _{1}}s_{2}^{\epsilon _{2}}\cdots s_{n}^{\epsilon _{n}}}
這里的 s1,...,sn 是 S 的元素并且每個 εi 都是 ±1。數 n 叫做字的長度。
用 S 形成的每個字表示 G 的一個元素，也就是這個表達式的乘積。按慣例，單位元可以被表示為空字，它是長度為零的唯一的字。

## 符號
在書寫字的時候，經常使用指數符號來簡寫。例如，字
{\displaystyle xxy^{-1}zyzzzx^{-1}x^{-1}\,}
可以寫為
{\displaystyle x^{2}y^{-1}zyz^{3}x^{-2}\,}。
后者表達式自身不是個字，它簡單的是最初的字的簡寫符號表示。
在處理長字的時候，使用上劃線來指示 S 的元素的逆元是很有幫助的。使用上劃線符號，上述字可以寫為如下:
{\displaystyle x^{2}{\overline {y}}zyz^{3}{\overline {x}}^{2}\,}。

## 字和展示
群 G 的子集 S 叫做生成集，如果所有 G 的元素可以用 S 形成的字來表示。如果 S 是生成集，關係是表示在 G 中相同的元素的一對 S 形成的字。它們通常寫為等式:
{\displaystyle x^{-1}yx=y^{2}\,}
關係的集合 {\displaystyle {\mathcal {R}}} 定義 G，如果所有 G 中的關係可以從 {\displaystyle {\mathcal {R}}} 的關係使用群公理在邏輯上推出。G 的展示是有序對 {\displaystyle \langle S\mid {\mathcal {R}}\rangle }，這里的 S 是 G 的生成集而 {\displaystyle {\mathcal {R}}} 是關係的定義集合。
例如，克萊因四元群可以通過如下展示來定義
{\displaystyle \langle i,j\mid i^{2}=1,\,j^{2}=1,\,ij=ji\rangle }
這里的 1 指示表示單位元的空字。
在 S 不是 G 的生成集的時候，用 S 形成的字表示的元素的集合是 G 的子群。這叫做 G 生成自 S 的子群，并通常指示為 {\displaystyle \langle S\rangle }。它是包含 S 的元素的 G 的最小子群。

## 簡約字
其中生成元接著它自己的逆元出現(xx-1 或 x-1x)的任何字可以通過省略冗余對來簡化:
{\displaystyle y^{-1}zxx^{-1}y\;\;\longrightarrow \;\;y^{-1}zy}
這個運算叫做簡約，并且它不改變這個字表示的元素。(簡約可以被認為是從群公理推出的關係。)
簡約字是不包含冗余對的字。任何字都可以通過進行一序列的簡約而簡化成簡約字:
{\displaystyle xzy^{-1}xx^{-1}yz^{-1}zz^{-1}yz\;\;\longrightarrow \;\;xyz}
結果不依賴於進行簡約的次序。
如果 S 是任何集合， S 上的自由群是帶有展示 {\displaystyle \langle S\mid \;\rangle } 的群。就是說，在 S 上的自由群是 S 的元素在沒有額外的關係下生成的群。所有自由群的元素可以唯一的寫為 S 形成的簡約字。
一個字是循環簡約的，當且僅當字的所有循環置換是簡約的。

## 規範形式
帶有生成集合 S 的群 G 的規範形式是對給每個 G 的元素的 S 形成的一個簡約字的選擇。例如:
- 字 1, i, j, ij 是克萊因四元群的規範形式。
- 字 1, r, r2, ..., rn-1, s, sr, srn-1 是二面體群 Dihn 的規範形式。
- S 形成的簡約字的集合是 S 上的自由群的規範形式。
- 形如 xmyn 對于 m,n ∈ Z 的字的集合是循環群〈x〉和〈y〉的直積的規範形式。

## 在字上的運算
兩個字的乘積可以通過串接獲得:
{\displaystyle \left(xzyz^{-1}\right)\left(zy^{-1}x^{-1}y\right)=xzyz^{-1}zy^{-1}x^{-1}y}
是兩個字都是簡約的，乘積也可能不是簡約的。
字的逆可以通過反轉每個生成元，并對換元素的次序來獲得:
{\displaystyle \left(zy^{-1}x^{-1}y\right)^{-1}=y^{-1}xyz^{-1}}
字和它的逆元的乘積可以簡約為空字:
{\displaystyle zy^{-1}x^{-1}y\;y^{-1}xyz^{-1}\;\longrightarrow \;\;1}
可以通過共軛把一個生成元從字的開始處移動到結尾處:
{\displaystyle x^{-1}\left(xy^{-1}z^{-1}yz\right)x=y^{-1}z^{-1}yzx}

## 字問題
給定一個群 G 的展示 {\displaystyle \langle S\mid {\mathcal {R}}\rangle }，字問題是一個算法問題，給定 S 中的兩個字作為輸入，確定它們是否表示 G 的相同元素。字問題是 Max Dehn 在 1911 年提出的三個算法問題之一。Pyotr Sergeyevich Novikov 在 1955 年證明了存在有限展現的群 G 使得 G 的字問題是不可決定性的(Novikov 1955)。

## 引用
- Epstein, David; Cannon, J. W.; Holt, D. F.; Levy, S. V. F.; Paterson, M. S.; Thurston, W. P., , AK Peters, 1992, ISBN 0-867-20244-0.
- Novikov, P. S., , Trudy Mat. Inst. Steklov, 1955, 44: 1–143 （俄语）
- Robinson, Derek John Scott. . Berlin: Springer-Verlag. 1996. ISBN 0-387-94461-3.
- Rotman, Joseph J. . Berlin: Springer-Verlag. 1995. ISBN 0-387-94285-8.
- Schupp, Paul E.; Lyndon, Roger C. . Berlin: Springer. 2001. ISBN 3-540-41158-5.
- Solitar, Donald; Magnus, Wilhelm; Karrass, Abraham, , New York: Dover, 2004, ISBN 0-486-43830-9
- Stillwell, John. . Berlin: Springer-Verlag. 1993. ISBN 0-387-97970-0.